# 查爾·舒瓦特澤爾
查爾·舒瓦特澤爾（Charl Schwartzel，1969年9月12日—）是一位南非職業高爾夫球選手。出生於南非約翰尼斯堡。目前他主要參加PGA歐洲巡迴賽的賽事。他已獲得過3項賽事冠軍，其中2項是PGA歐洲巡迴賽冠軍，分別是2005年的登喜路錦標賽和2007年的西班牙公開賽。

## 外部連結
- PGA歐洲巡迴賽網站上的介紹